# Tarzo
Tarzo település Olaszországban, Veneto régióban, Treviso megyében. Lakosainak száma 4190 fő (2023. január 1.). Tarzo Cison di Valmarino, Refrontolo, Revine Lago, San Pietro di Feletto és Vittorio Veneto községekkel határos.

## Népesség
A település népességének változása:
| Lakosok száma | 4378 | 4346 | 4190 |
|               | 2017 | 2018 | 2023 |